# Chile Open 2020
Il Chile Open 2020, conosciuto anche come Chile Dove Men+Care Open 2020 per motivi pubblicitari, è stato un torneo di tennis giocato sulla terra rossa. È stata la 22ª edizione del Chile Open, che fa parte della categoria ATP Tour 250 nell'ambito dell'ATP Tour 2020. Si è giocato al Club de Tenis UC San Carlos de Apoquindo di Santiago, in Cile, dal 24 febbraio al 1º marzo 2020.

## Partecipanti

### Teste di serie
| Nazionalità | Giocatore            | Ranking* | Testa di serie |
| ----------- | -------------------- | -------- | -------------- |
| Cile        | Cristian Garín       | 25       | 1              |
| Norvegia    | Casper Ruud          | 34       | 2              |
| Spagna      | Albert Ramos Viñolas | 41       | 3              |
| Uruguay     | Pablo Cuevas         | 46       | 4              |
| Argentina   | Juan Ignacio Londero | 61       | 5              |
| Bolivia     | Hugo Dellien         | 78       | 6              |
| Argentina   | Federico Delbonis    | 86       | 7              |
| Brasile     | Thiago Monteiro      | 88       | 8              |

* Ranking al 17 febbraio 2020.

### Altri partecipanti
I seguenti giocatori hanno ricevuto una wildcard per il tabellone principale:
- Marcelo Tomás Barrios Vera
- Thiago Seyboth Wild
- Alejandro Tabilo

I seguenti giocatori sono passati dalle qualificazioni:

- Filip Horanský
- Martin Kližan
- Renzo Olivo
- Carlos Taberner

Il seguente giocatore è entrato in tabellone come lucky loser:
- Juan Pablo Varillas

### Ritiri
Prima del torneo
- Borna Ćorić → sostituito da  Jozef Kovalík
- Laslo Djere → sostituito da  Andrej Martin
- Nicolás Jarry → sostituito da  Federico Coria
- Corentin Moutet → sostituito da  Leonardo Mayer
- Guido Pella → sostituito da  Juan Pablo Varillas
- Diego Schwartzman → sostituito da  Paolo Lorenzi
- Fernando Verdasco → sostituito da  Salvatore Caruso

## Partecipanti al doppio

### Teste di serie
| Nazione     | Giocatore         | Nazione       | Giovatore        | Ranking* | Testa di serie |
| ----------- | ----------------- | ------------- | ---------------- | -------- | -------------- |
| Brasile     | Marcelo Demoliner | Paesi Bassi   | Matwé Middelkoop | 103      | 1              |
| El Salvador | Marcelo Arévalo   | Regno Unito   | Jonny O'Mara     | 118      | 2              |
| India       | Divij Sharan      | Nuova Zelanda | Artem Sitak      | 124      | 3              |
| Uruguay     | Ariel Behar       | Ecuador       | Gonzalo Escobar  | 140      | 4              |

* Ranking aggiornato al 17 febbraio 2020.

### Altri partecipanti
Le seguenti coppie hanno ricevuto una wildcard per il tabellone principale:
- Marcelo Tomás Barrios Vera /  Alejandro Tabilo
- Gonzalo Lama /  Thiago Seyboth Wild

## Campioni

### Singolare
Thiago Seyboth Wild ha sconfitto in finale  Casper Ruud con il punteggio di 7-5, 4-6, 6-3.
- È il primo titolo in carriera per Seyboth Wild.

### Doppio
Roberto Carballés Baena /  Alejandro Davidovich Fokina hanno sconfitto in finale  Marcelo Arévalo /  Jonny O'Mara con il punteggio di 7–6(3), 6-1.